# Geranium moupinense
Geranium moupinense là một loài thực vật có hoa trong họ Mỏ hạc. Loài này được Franch. mô tả khoa học đầu tiên năm 1885.